# Legion Condor
Legion Condor – niemiecka jednostka wojskowa wspierająca siły generała Francisco Franco podczas hiszpańskiej wojny domowej.

## Tło historyczne
Już 22 lipca 1936 roku część przywódców rebelii, jak gen. Queipo de Llano i b. hiszpański attaché w Berlinie, Juan Beigbeder, zwracała się z prośbą o pomoc do niemieckiego MSZ, jednak niemieccy dyplomaci zareagowali negatywnie na apele. Rzesza Niemiecka nie była zbytnio zainteresowana Hiszpanią, nie posiadała tam interesów ekonomicznych, a wymiana handlowa była szczątkowa. W międzyczasie, 20 lipca w Villa Cisneros powstańcy zarekwirowali samolot Ju-52, należący do Lufthansy, pilotowany przez kpt. Alfreda Henkego. Mimo protestów pilota, samolot wykorzystano do rozrzucania ulotek nad Gran Canaria.
Franco jednak potrzebował poważnej pomocy w przerzuceniu oddziałów z Maroka do Hiszpanii. Niezniechęcony odmową niemieckich dyplomatów, postanowił zaapelować do samego Adolfa Hitlera. Na emisariuszy, którzy mieli spotkać się z Führerem wybrano przedstawicieli mniejszości niemieckiej w Maroku, należących do marokańskiej sekcji NSDAP: Johannesa Bernhardta i Adolfa Langenheima, który znał przywódcę NSDAP/AO, gauleitera Ernsta Bohle, oraz kapitana hiszpańskiego lotnictwa, Francisco Arranzę. Oprócz nich do Niemiec miał polecieć kpt. Henke.
Po wylądowaniu na berlińskim lotnisku Gatow 25 lipca emisariusze spotkali się z Bohlem, który zaaranżował spotkanie z zastępcą Führera, Rudolfem Hessem. Ten polecił im udać się niezwłocznie do Bayreuth, gdzie na Festiwalu Wagnerowskim przebywał Adolf Hitler. Późnym wieczorem delegacja dotarła do willi Haus Wahnfried, gdzie przekazała Hitlerowi list od Franco, w którym ten prosił o 10 samolotów transportowych, 6 myśliwskich i innego rodzaju sprzęt wojenny. Zaintrygowany Hitler zadał pytanie delegatom, kim właściwie jest ten cały Franco i czym dysponuje. Usłyszawszy odpowiedź odpowiedział z niedowierzaniem: „Z tak małą ilością pieniędzy nie zaczyna się wojny!”. Mimo wszystko, po chwili wahania zdecydował się udzielić pomocy rebeliantom, wzywając natychmiast do swojej willi ministra lotnictwa, Hermanna Göringa i ministra wojny, gen. Wernera von Blomberga, informując ich o swojej decyzji i polecając rozpoczęcie niezbędnych działań. O 1:30 pożegnał delegatów,  zapewniając, że pomoc będzie większa, niż oczekiwał Franco i tylko on będzie jej beneficjentem.

### Operacja „Feuerzauber”
Bezpośrednim następstwem decyzji Hitlera o rozpoczęciu operacji „Feuerzauber” („Czar ognia”), było powołanie przez sekretarza stanu w Ministerstwie Lotnictwa, gen. Erharda Milcha tzw. „Sonderstab W”, kierowanego przez gen. Helmutha Wilberga – stąd w nazwie litera „W”. Był to doświadczony w tajnych operacjach oficer, który brał udział m.in. w potajemnym szkoleniu pilotów w ZSRR. Podjęto jednocześnie decyzję, że Franco otrzyma 20 samolotów transportowych Junkers Ju-52, 6 samolotów myśliwskich Heinkel He-51 oraz 20 działek przeciwlotniczych 20 mm. Samoloty transportowe przerzucono drogą powietrzną, zaś myśliwce i pozostały sprzęt – drogą morską. W ramach operacji powołano do życia dwie fikcyjne spółki – „HISMA” („Sociedad Hispano-Marroquí de Transportes” – „Hiszpańsko-Marokańska Spółka Transportowa”), zajmującą się dostarczaniem sprzętu do Hiszpanii; oraz „ROWAK” („Rohstoffe-und-Waren-Einkaufsgesellschaft” – „Spółka Transportu Dóbr i Surowców”), która zajmowała się dostawami surowców z Hiszpanii w zamian za materiały wojenne. „Sonderstab W” wydał rozkaz do dowódców pułków lotnictwa myśliwskiego w Dortmundzie i Döberitz i bombowego w Ansbach, Gotha i Merseburgu, dotyczący wyselekcjonowania najlepszych pilotów i mechaników – po wyrażeniu przez nich zgody – a następnie oddelegowaniu ich do Döberitz pod komendę majora Alexandra von Scheele.
Przybyłych na miejsce 91 ochotników poinformowano, że muszą na pewien czas zostawić swoje mundury, a do Hiszpanii udadzą się oficjalnie jako cywile, zobowiązano ich też pisemnie do zachowania ścisłej tajemnicy wojskowej, dotyczącej także członków ich rodzin. Ochotnicy przez cały okres pobytu poza granicami Rzeszy mieli pełne prawa do swoich poborów, a ponadto w Hiszpanii wypłacać miano im drugi żołd w pesetach, naliczany od jednego stopnia wyżej, niż aktualnie posiadany. Na zakończenie ochotnikom wydano po 200 marek na zakup cywilnych ubrań. W teorii żołnierze mieli w Hiszpanii przebywać jako turyści, podróżujący do Genui. Na terenie Hiszpanii otrzymali zakaz prowadzenia działań bojowych, chyba że w samoobronie. Głównym zadaniem miało być przerzucenie wojsk gen. Franco. Ochotników zaokrętowano na statek s/s „Usaramo”, wraz z większością sprzętu wojennego, deklarowanego jako różnego rodzaju narzędzia. Podczas rozładunku rozbito jedną ze skrzyń, prowadząc do dekonspiracji całego przedsięwzięcia – wśród pracujących w porcie dokerów znajdowali się także członkowie partii komunistycznej, którzy informację o niemieckiej pomocy przekazali do Moskwy i Madrytu. Statek wyszedł z portu w Hamburgu 1 sierpnia, 6 sierpnia docierając do Kadyksu, przerywając blokadę ze strony floty republikanów. Ochotników przetransportowano do Sewilli, tam też trafiły Ju-52. Dowództwo nad siłami lotniczymi objął por. Rudolf von Moreau.
Warunki były dość improwizowane: Niemcom brakowało odpowiedniej benzyny i map, a kurs ręcznie wyliczał sam dowódca eskadry. Dużym problemem był brak benzyny lotniczej - starano się temu zaradzić, dodając na oko przemycony benzol. Następnie beczki toczono po pasie startowym, by mieszanina była jednorodna. Loty były krótkie i zajmowały ok. 30-40 minut, zaś piloci starali się przerzucić za jednym razem jak największą liczbę żołnierzy marokańskich – zamiast planowych 17 pasażerów zabierano 40. Rekordzistą był kpt. Henke, który jednego dnia przerzucił 243 żołnierzy. Każda załoga latała po 3-4 razy dziennie, wobec czego mechanicy dopiero w nocy mogli dokonywać przeglądów maszyn. Niemieccy lotnicy, odróżniający się wyglądem i strojami (nosili bowiem śnieżnobiałe ubrania) byli często witani owacjami w Sewilli. Łącznie, od 7 sierpnia do 11 października udało się przerzucić 13,5 tys. żołnierzy i 270 t materiałów wojennych. W trakcie trwania mostu doszło do jednego wypadku, w którym zginęło dwóch niemieckich lotników. Dalsze transporty miały odbywać się drogą morską, jednak problem stanowiła republikańska flota z pancernikiem „Jaime I” na czele, wobec czego podjęto decyzję o rozpoczęciu działań bojowych.

### Atak naJaime I
Pływające w rejonie Gibraltaru republikańskie okręty wojenne stanowiły poważny problem, zarówno dla żeglugi nacjonalistów, jak i mostu powietrznego. W tej sytuacji, dowodzący pilotami por. Rudolf von Moreau zaproponował by przeprowadzić atak na republikański pancernik "Jaime I" który stanowił duże zagrożenie, jego działa bowiem mogły ostrzelać nawet lotnisko w Tetuanie. Major von Scheele wyraził zgodę. Dwa samoloty Ju-52 przygotowano do nalotu, instalując na nich wyrzutniki bomb 250 kg, celowniki bombowe i karabiny maszynowe. Przed świtem 13 sierpnia oba samoloty - pilotowane przez por. von Moreau i kpt. Henkego - wystartowały z Tetuanu i skierowały się w stronę Malagi, gdzie pancernik kotwiczył na redzie. Samolot por. von Moreau nie zdołał odnaleźć celu, ale samolot kpt. Henkego, lecąc na niewielkiej wysokości, odkrył pancernik. Samolot ruszył do ataku i zrzucił trzy bomby, z których jedna trafiła w dziób okrętu, zabijając 47 marynarzy. Niemcy sądzili, że okręt został wyeliminowany z walki, ale okazało się, że Jaime I nie jest tak poważnie uszkodzony i trzy dni później wziął udział w operacji desantowej na Majorkę.

## Powstanie Legionu

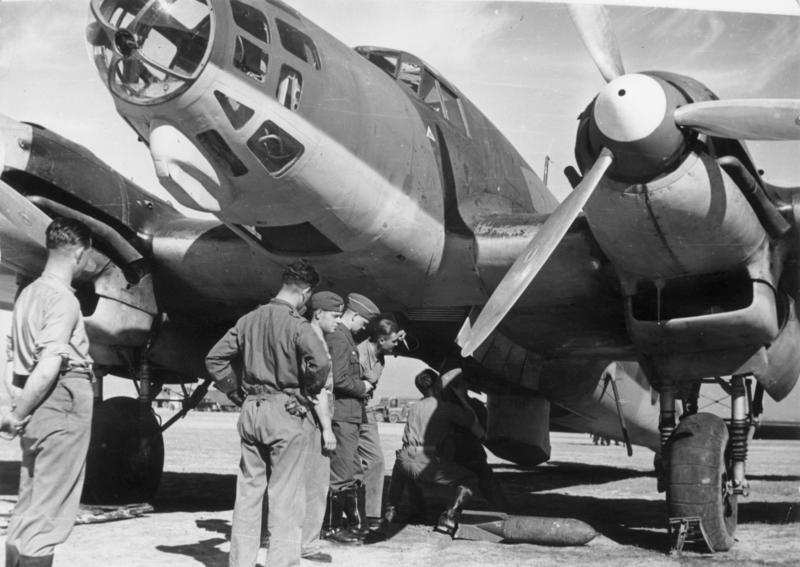
Bombowiec Heinkel He 111 E w Hiszpanii, 1939

Pierwsze oddziały Legionu Condor przybyły do Hiszpanii na początku sierpnia 1936, w tym czasie nastąpiła eskalacja niemieckiej pomocy wojskowej i na początku listopada w składzie Legionu znajdowało się już ponad 100 samolotów i ponad 5000 żołnierzy pod dowództwem Hugona Sperrlego. W trakcie wojny domowej w Legionie przewinęło się ponad 20 000 żołnierzy niemieckich.
Formalnie Legion Condor został utworzony 7 listopada 1936 roku jako odpowiedź na prośbę generała Francisca Franco, głównodowodzącego wojsk nacjonalistycznych walczących z siłami republikańskimi w Hiszpanii. Nazwa „Condor”, która przylgnęła dość przypadkowo do formacji w Hiszpanii, stała się później oficjalnym emblematem korpusu.
Obejmował zarówno formacje lotnicze, grupy bojowe: bombowa K/88 (3 eskadry Junkers Ju 52), myśliwską J/88 (3 eskadry Heinkel He 51), obserwacyjną A/88 (samoloty Heinkel He 70) i eskadrę rozpoznania morskiego dysponującą maszynami Heinkel He 59 i Heinkel He 60, jak i lądowe oddziały artylerii przeciwlotniczej F/88 złożone z 4 ciężkich baterii 88 mm dział, 2 lekkich baterii 20 mm i 37 mm działek oraz jednej baterii reflektorów lotniczych. W skład jednostek naziemnych wchodziły: zwiad i ostrzeganie lotnicze (Ln/88), grupa techników lotniczych (P/88), pracowników pomocniczych (B/88), oddział sanitarny (San/88) i sztab (S/88). Część naziemną Legionu stanowiła tzw. Gruppe „Imker”, złożona z 3 kompanii czołgów, kompanii transportowej, oddziału obrony przeciwpancernej i nasłuchu radiowego. Włączono również do niego załogi samolotów transportowych wcześniej już przebywające w Hiszpanii.

### Działania bojowe
Piloci Legionu poprzez aktywny udział w walkach i testowanie w warunkach bojowych dostarczonego uzbrojenia nabywali doświadczenia, które zostało później wykorzystane podczas II wojny światowej. Przez Legion przewinęło się w sumie kilkanaście tysięcy żołnierzy, po jego utworzeniu stan osobowy to około 4500 ludzi. Straty wyniosły 298 zabitych i zmarłych z różnych przyczyn żołnierzy.
Legion walczył do ostatnich dni wojny i brał udział w bitwach o Madryt, Bilbao, Teruel oraz w bitwie nad Ebro. Stał się kuźnią niemieckich kadr wojskowych, głównie lotniczych, a przez jego szeregi przewinęło się wielu utalentowanych i znanych później niemieckich dowódców i lotników (m.in. Werner Mölders i Adolf Galland). Hiszpanie bardzo cenili profesjonalizm i wyszkolenie niemieckich ochotników, będących jednymi z najlepszych w Hiszpanii, odnosząc spore sukcesy na froncie.

### Zbombardowanie Guerniki

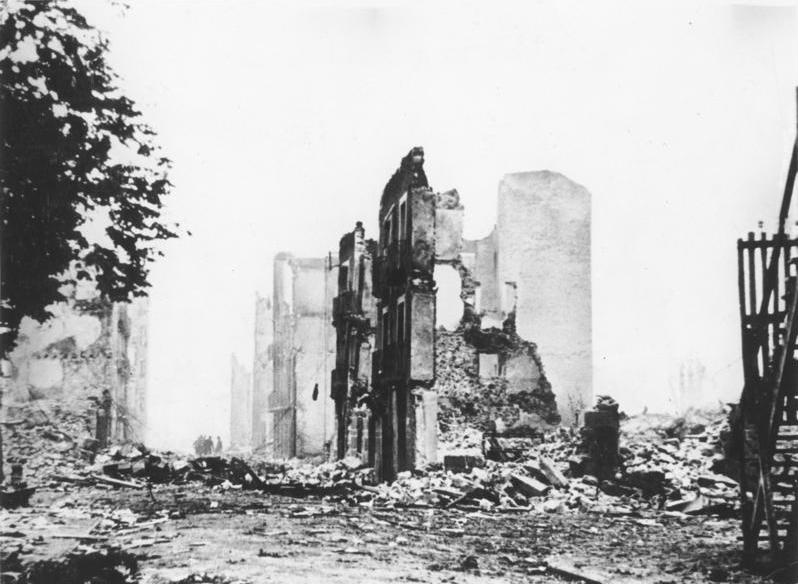
Miasto Guernika po nalotach.

Naloty na miasto Guernica miały miejsce 26 kwietnia 1937 r. Według planów w mieście miały zostać zniszczone most i stacja kolejowa. W nalocie uczestniczyły bombowce Dornier Do 17, Heinkel He 111 i Junkers Ju 52 oraz włoskie Savoia-Marchetti SM.79. Z zrzuconych przez Włochów 36 bomb burzących żadna nie trafiła w cel. Dorniery i Heinkle bombardowanie przeprowadziły z użyciem bomb zapalających i burzących o wadze 250 i 50 kg.  W następnym nalocie brały udział Junkersy Ju 52 które zrzuciły ładunek „bomb na ślepo”, przez co zbombardowane zostało miasto, a nie most. Pomimo tego, że w mieście wybuchły pożary, a gęsty dym uniemożliwiał celne bombardowanie, dowództwo wydało rozkaz wykonania kolejnego nalotu. Ofiarami nalotów padło, w zależności od źródeł, od 120 osób do 1654, w tym kobiety i dzieci. W miasteczku spłonęło około 70% budynków. Steer w swoim raporcie z miejsca zdarzenia, jak również będący w mieście w trakcie ataku katolicki ksiądz Alberto Onaindia, nieoficjalny przedstawiciel dyplomatyczny Kraju Basków w Paryżu, opisali ostrzeliwanie mieszkańców miasta z broni pokładowej przez nisko lecące samoloty myśliwskie. Uciekającą ludność ostrzeliwały z broni pokładowej niemieckie samoloty Heinkel He 51 i włoskie Fiat CR.32. Przybyłe na miejsce Ju-52 eskortowane były przez towarzyszące im Bf 109, jednak wobec braku przeciwnika w powietrzu, również piloci Messerschmittów rozpoczęli ostrzał ludności na ziemi z broni maszynowej. O ostrzeliwaniu na ziemi ludności cywilnej przez nisko lecące samoloty myśliwskie wspominają również inne źródła. Z kolei inne źródła zaprzeczają, aby tego typu ataki miały miejsce.
Z wojskowego punktu widzenia przeprowadzone bombardowanie było bezskuteczne, most będący celem nalotów nie został bowiem zniszczony.
Po nalotach świat obiegły doniesienia prasowe opatrzone tytułami w stylu: Hańba cywilizowanego świata, Hańbiący nalot niemieckich piratów powietrznych na spokojne hiszpańskie miasto. Gen. Francisco Franco na temat zniszczenia Guerniki w wywiadzie udzielonym 14 lipca 1937 r. gazecie Daily Post stwierdził, cyt. Spalili ją jak czerwoni Oviedo w 1934 i 1935 roku, oraz jak Irun, Durango, Amorebietę i Munguię w ostatnim okresie.

### Dowództwo[14]
- 1936-1937: Hugo Sperrle
- 1937-1938: Hellmuth Volkmann
- 1938-1939: Wolfram von Richthofen

### Uzbrojenie

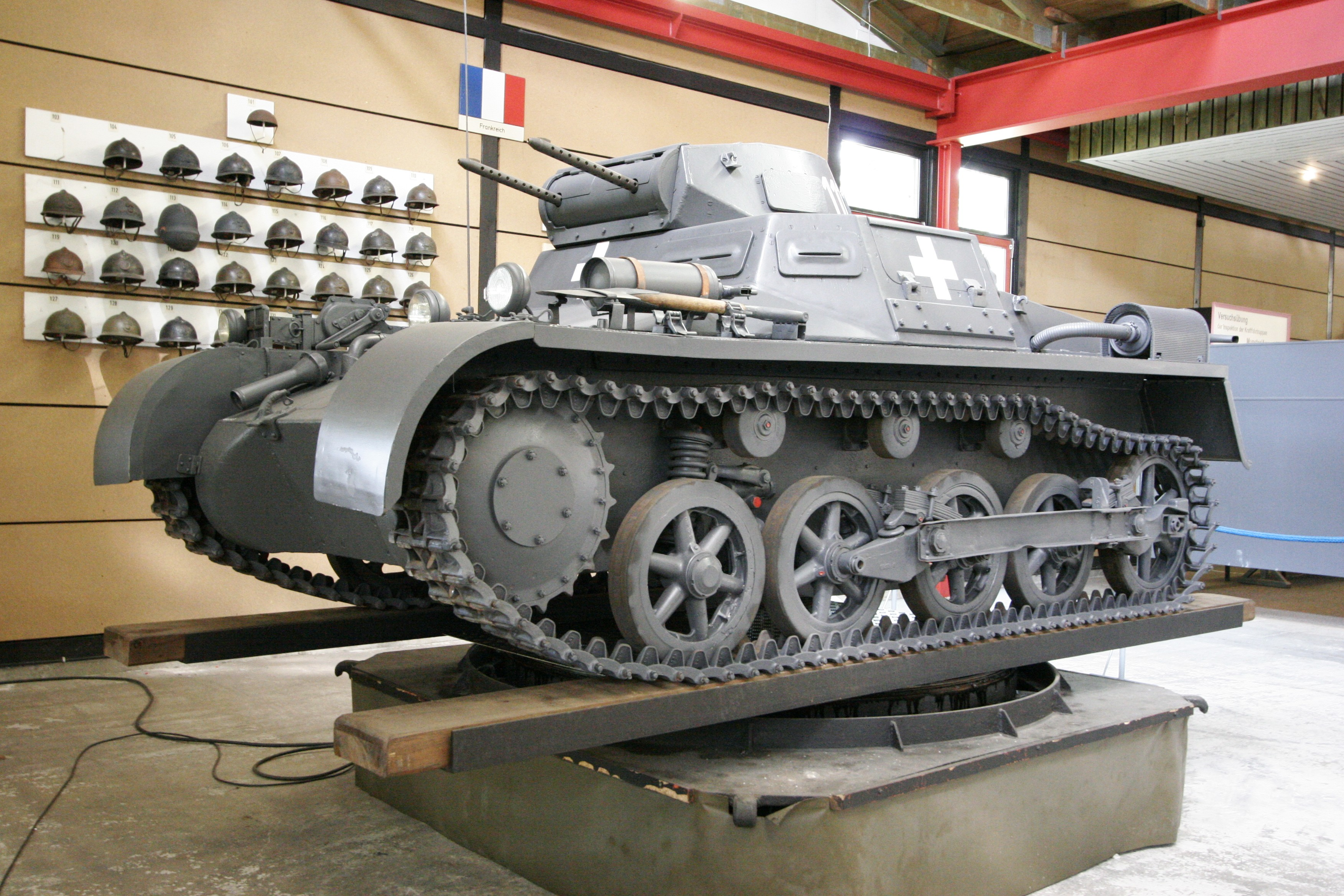
Czołg Panzer I, w tego typu wozy bojowe wyposażony był Legion Condor

W skład uzbrojenia Legionu Condor wchodziły między innymi:
- czołgi PzKpfw I
- armaty przeciwlotnicze Flak 36
- samoloty bombowe Heinkel He 111B-2 i Dornier Do 17
- samoloty transportowe Junkers Ju 52/3m
- samoloty myśliwskie Heinkel He 51 i Messerschmitt Bf 109

### Podsumowanie
Hiszpańska wojna domowa była dla Niemców znakomitą okazją do sprawdzenia ich nowego uzbrojenia i nowo powstałych konceptów taktycznych – samoloty takie jak Messerschmitt Bf 109 czy Heinkel He 111 po raz pierwszy zostały użyte w akcjach bojowych właśnie w Hiszpanii. Niemcy zorientowali się także, że zakończyła się już era myśliwców dwupłatowych i Heinkel He 51, który stanowił na początku wyposażenie Legionu, został przeniesiony najpierw do roli samolotu szturmowego, a później już tylko treningowego. Na stan Legionu składało się także wiele jednostek nielotniczych, były to jednostki pancerne wyposażone w czołgi Panzerkampfwagen I oraz marynarze służący w marynarce wojennej generała Franco. Jednostki niemieckie używały także nowo powstałej armaty 88 mm.